# Zengjük a dalt
A Zengjük a dalt régi forradalmi dal a Tanácsköztársaság idejéből. Szentmártoni István írta 1919-ben Proletár-Riadó címmel. Az egyik legnépszerűbb munkásindulóvá vált.
Feldolgozás:
| Szerző            | Mire               | Mű                   |
| ----------------- | ------------------ | -------------------- |
| Vásárhelyi Zoltán | két egynemű szólam | Erdő-mező, 25. kotta |

## Kotta és dallam
1)
| Zengjük a dalt üde mámoros ajkkal! Vérvörös színt fest az égre a hajnal. Dobban a föld szíve, ébred a nép, új utat érez a lába, ha lép. | Jöjjetek ezrével állni a sorba, kardotokat sosem érheti csorba, gátakat elsöpör, új utat tűz, burzsoá zsarnokot innen elűz. | Ezt a nagy eszmét a vész viharában védeni, menteni kell csoda bátran, fegyver a kézben, az ajkon a dal, nem marad így el a nagy diadal. |

A második világháború előtti második versszakban még nincs benne a „gátakat elsöprő kard” képzavara:
Francia, német, olasz proletárok,

itt van az óra lerázni igátok,

múlik az éjszaka, jertek elő,

egyesülésben az ősi erő.

## Felvételek
- Zengjük a dalt. A Magyar Néphadsereg Művészegyüttesének Ének - és Zenekara  YouTube (2010. április 11.)  (Hozzáférés: 2017. január 18.) (audió, szöveg)
- Zengjük a dalt. Vasas Kórus és Zenekar, vezényel András Béla  YouTube (1957. augusztus 21.)  (Hozzáférés: 2017. január 18.) (audió)
- Zengjük a dalt üde, mámoros ajakkal. Magyar Állami Népi Együttes Ének- és Zenekara, vezényel Pászti Miklós  YouTube (1970. szeptember 3.)  (Hozzáférés: 2017. január 18.) (audió)